# Telesfor
Telesfor, papa od oko 126. do oko 137.

## Životopis
Čini se da je rođen u Kalabriji u grčkoj obitelji, te da je prije dolaska u Rim dulje vremena živio kao pustinjak u Palestini i u Egiptu. Moguće je da je bio među pustinjacima na brdu Karmel, pa su ga i karmelićani ubrojili među svoje svece.
Pontifikat mu je započeo u vrijeme vlasti cara Hadrijana, a završio u doba Antonina Pija. Budući da je središte Carstva bilo plodno tlo za širenje raznih ideja, u Rim su se u to vrijeme doselili brojni heretici. Glavni krivovjerni nauk toga doba bila je gnoza kojoj se Telesfor odlučno protivio, jer je držao da bi ona mogla odvući kršćanstvo prema misticizmu vrlo udaljenom od stvarnosti. Najviđeniji predstavnik ovog nauka bio je Valentin koji se upravo u tom razdoblju iz Egipta preselio u Rim, gdje se oko njega kroz više od dvadeset godina skupio veliki broj sljedbenika.
Na temelju podataka što ih donosi Liber pontificalis, zaključuje se da je upravo Telesfor uveo polnoćke, jutarnje mise i liturgiju trećeg časa o blagdanu Božića, slavljenje Uskrsa u nedjelju, post u korizmi, te pjevanje himna Gloria što ga je prema nekim izvorima sastavio sam Telesfor.

## Mučeništvo i štovanje
Irenej Lionski navodi, da je Telesfor podnio "slavno mučeništvo" (Adversus haereses), što potvrđuje i Euzebije Cezarejski u svojoj "Povijesti Crkve". Pokopan je u Vatikanu. U Rimokatoličkoj Crkvi spomendan mu je 5. siječnja, a u pravoslavlju 22. veljače. U Rimskom martirologiju o njemu piše: 